# Corpo delle infermiere volontarie della Croce Rossa Italiana

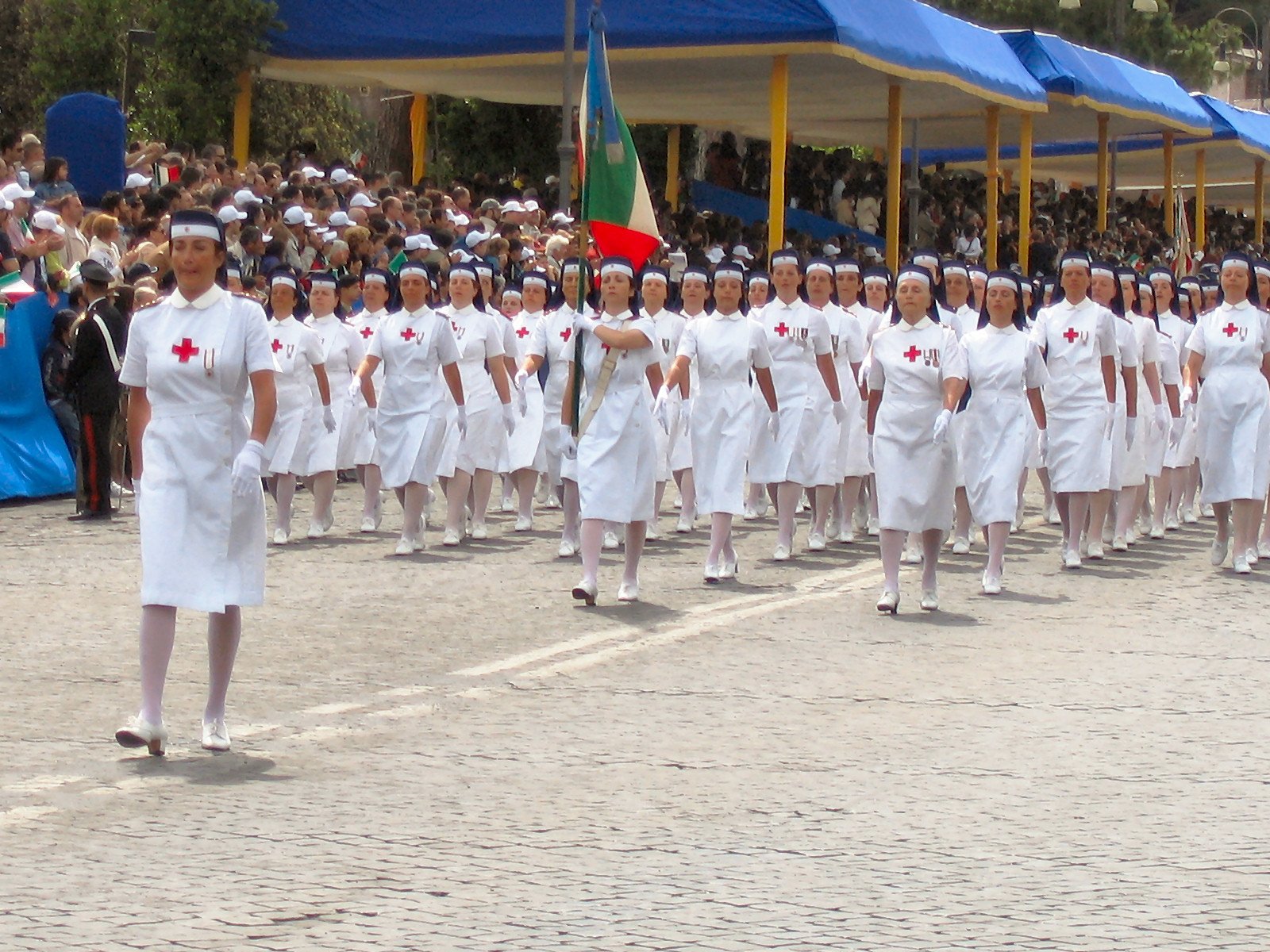
Reparto di II.VV. alla parata in occasione della Festa della Repubblica, 2 giugno 2006

Il Corpo delle crocerossine (ex Corpo delle infermiere volontarie della Croce Rossa Italiana in sigla II.VV.-C.R.I.) è la componente esclusivamente femminile della Croce Rossa Italiana, nonché un corpo ausiliario delle forze armate italiane.
Al 2008 contava un numero di 10 124 appartenenti.

## Storia
Il Corpo nacque formalmente nel 1908 a Roma, su iniziativa della regina d'Italia Elena del Montenegro, anche se l'attività delle "dame della Croce Rossa" ha inizio nell'800 ed un primo abbozzo di definizione formale dei compiti e della struttura del gruppo risale al 1888. Nel 1908 si diplomarono già un migliaio di infermiere, e molte parteciparono ai soccorsi seguenti al terremoto di Messina, mentre la prima applicazione dell'infermieristica bellica ad un conflitto avvenne nel 1911, in occasione della guerra italo-turca, soccorrendo i feriti sulla nave Menfi, vedendo coinvolte circa 60 infermiere tra le quali la Duchessa d'Aosta.
Durante la prima guerra mondiale oltre 7.000 infermiere volontarie furono presenti nei 204 ospedali da campo della Croce Rossa Italiana, gestendo un totale di 30.000 posti letto. Nonostante le prime difficoltà ad essere inserite in un ambito, quello militare, prettamente maschile, le infermiere volontarie negli anni trenta furono presenti in Etiopia, Somalia, Abissinia, Libia ed Eritrea, come anche durante la guerra civile spagnola. In seguito fu fondamentale il loro ruolo di soccorso in tutti i teatri della seconda guerra mondiale, in particolare sulle navi ospedale (tra le quali si possono ricordare il piroscafo Toscana e l'Aquileia). Diciotto crocerossine caddero per cause belliche, di cui due in campo di concentramento e due fucilate dalla Wehrmacht.
Nel secondo dopoguerra, sotto la direzione di Paola Menada, le crocerossine vennero inviate in Corea, ma anche nei disastri nazionali (alluvione del Polesine del novembre 1951, disastro del Vajont, alluvione di Firenze, terremoto del Belice) ed esteri (alluvione dell'Olanda nel 1953, terremoto di Agadir). Negli anni recenti il Corpo delle infermiere volontarie è stato presente in missione in Libano, in Somalia, in Mozambico, in Turchia, in Bosnia, Albania, Kosovo, Iraq, Palestina ed Afghanistan all'interno delle missioni delle Nazioni Unite.
Con la Legge 25 giugno 1985, n. 342, il Presidente della Repubblica Sandro Pertini, concesse l'uso della bandiera nazionale al Corpo delle infermiere volontarie della Croce Rossa Italiana, per gli alti meriti civili e militari resi alla nazione.

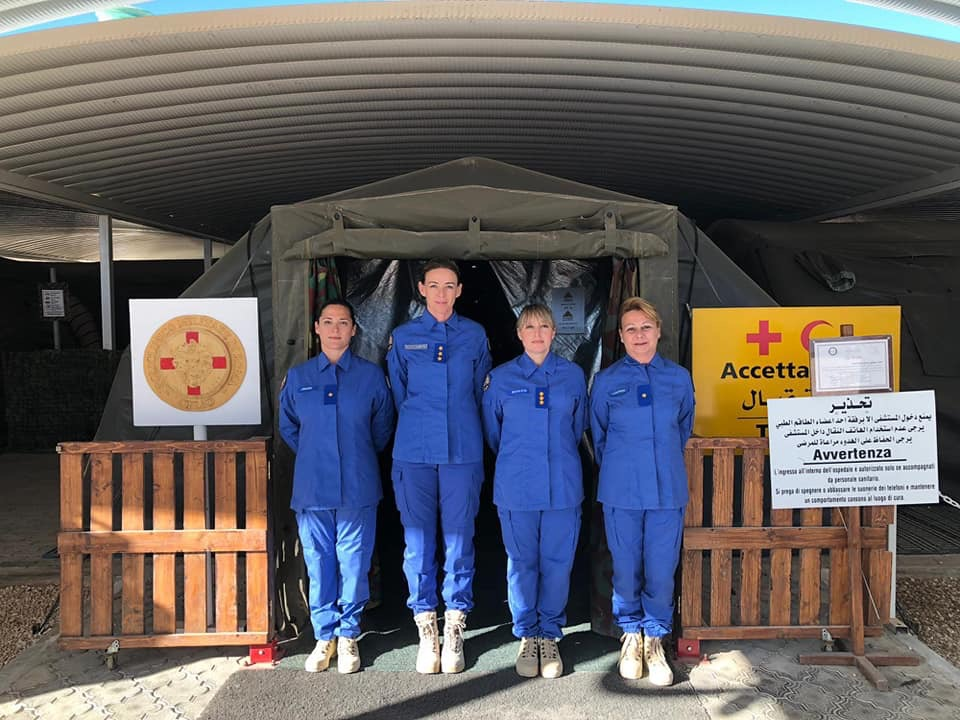
Infermiere volontarie impegnate in missione a Misurata (Libia) nel 2019

Il d.lgs 28 settembre 2012 n. 178 che ha trasformato la Croce Rossa Italiana da ente pubblico ad associazione di diritto privato, ha fatto salve le norme del Codice dell'ordinamento militare e del "Testo unico delle disposizioni regolamentari in materia di ordinamento militare", che disciplinano l’espletamento dei compiti dei due corpi volontari ausiliari delle forze armate italiane.

## Caratteristiche

### Competenze
L'ente è un corpo ausiliario delle Forze armate con compiti di assistenza sanitaria, da sempre impiegato non solo nei teatri di guerra, ma anche in emergenze e missioni umanitarie, nazionali ed all'estero.
Le infermiere volontarie della Croce Rossa Italiana assicurano assistenza infermieristica e sociosanitaria ogni qualvolta si presti servizio presso le strutture della C.R.I. e delle Forze armate, ed in particolare:
- nelle unità sanitarie territoriali e mobili della Croce Rossa Italiana o delle Forze armate dello Stato
- nella difesa sanitaria contraerea ed antigas delle popolazioni civili
- nei soccorsi alle popolazioni in caso di epidemie e pubbliche calamità
- in occasione d'assistenza a carattere temporaneo ed eccezionale secondo le indicazioni della Croce Rossa Italiana
- in tutte le azioni, preventive e di intervento nel campo igienico-sanitario ed assistenziale e nella profilassi delle malattie infettive
- nella divulgazione e formazione dell'educazione sanitaria, di primo soccorso, del diritto internazionale umanitario a favore delle popolazioni e del personale delle Forze armate.

L'impiego delle infermiere volontarie è previsto in:
- operazioni di peacekeeping
- ospedali civili e militari
- poliambulatori presenti nelle diverse caserme
- assistenza alla popolazione
- emergenze civili e militari sia in patria che all'estero.

Tutte le attività vengono svolte esclusivamente a carattere volontario e gratuito.

### Formazione e nomina
Per accedere al Corpo delle infermiere volontarie della Croce Rossa Italiana bisogna frequentare uno specifico percorso formativo, come stabilito dalla disciplina del corso di studi delle infermiere volontarie della Croce Rossa Italiana approvato con decreto interministeriale.
La formazione delle crocerossine prevede la frequenza di un corso teorico-pratico biennale di 2000 ore che prevede tirocini professionalizzanti all'interno degli ospedali militari, ma anche in quelli civili, in ambulatori e centri assistenziali, prestate volontariamente.
Il D.Lgs. 66/2010 afferma che '[..] il personale in possesso del diploma, equivalente all’attestato di qualifica di operatore socio-sanitario specializzato, esclusivamente nell’ambito dei servizi resi, nell’assolvimento dei compiti propri delle Forze armate e della Croce rossa italiana, è abilitato a prestare servizio di emergenza e assistenza sanitaria con le funzioni e attività proprie della professione infermieristica'.
Il Consiglio di Stato ha tuttavia escluso l'equipollenza del Diploma di Infermiera Volontaria di Croce Rossa con il titolo di O.S.S.S., ravvisando peraltro che il percorso formativo delle II.VV. CRI non prevede lo studio delle materie sociali contemplate invece nell’offerta formativa degli Operatori Socio Sanitari e pertanto dovrebbero esse frequentare un percorso integrativo al fine di acquisire tutte le competenze proprie dell'OSS.
Con la nomina viene loro conferito direttamente il grado di infermiera volontaria, corrispondente a quello di sottotenente, rientrando quindi tutte nella categoria degli ufficiali, con avanzamenti di grado che corrispondono alle qualifiche svolte. Non assumono però lo status vero e proprio di militari, non avendo prestato giuramento e non indossando le stellette, ma sono ad essi assimilate. Verosimilmente la ragione di tale disposizione potrebbe essere da ricercarsi nell'esigenza di tutelare le crocerossine, nel contesto storico del 1940-1945, da eventuali aggressioni da parte dei militari di truppa, per la maggior gravità che il reato avrebbe avuto ai sensi del Codice penale militare di guerra.

### Gradi
I gradi delle II. VV. sono soltanto "funzionali" (aumentano di grado se ricoprono funzioni particolari), e non sono gradi di carriera. Nonostante la foggia corrisponda quasi fedelmente a quella dei ruoli direttivi dell'Esercito, la gerarchia dei gradi procede da Ispettrice nazionale ad allieva infermiera volontaria.
| Ispettorato Nazionale                                                                                            |                                                                                           |                                                                                         |                                                                                         |                                                                                 |                                                                                 |                                                            |                                                            |
| |                                                                                           |                                                                                         |                                                                                         |                                                                                 |                                                                                 |                                                            |                                                            |
| |                                                                                           |                                                                                         |                                                                                         |                                                                                 |                                                                                 |                                                            |                                                            |
| Ispettrice nazionale (Grado assimilato: Brigadier generale-OF6)                                                  | Ispettrice nazionale (Grado assimilato: Brigadier generale-OF6)                           | Vice-ispettrice nazionale (Grado assimilato: Colonnello-OF5)                            | Vice-ispettrice nazionale (Grado assimilato: Colonnello-OF5)                            | Segretaria generale dell'ispettorato (Grado assimilato: Tenente Colonnello-OF4) | Segretaria generale dell'ispettorato (Grado assimilato: Tenente Colonnello-OF4) |                                                            |                                                            |
| |                                                                                           |                                                                                         |                                                                                         |                                                                                 |                                                                                 |                                                            |                                                            |
| Centri di Mobilitazione Regionali                                                                                |                                                                                           |                                                                                         |                                                                                         |                                                                                 |                                                                                 |                                                            |                                                            |
| |                                                                                           |                                                                                         |                                                                                         |                                                                                 |                                                                                 |                                                            |                                                            |
| |                                                                                           |                                                                                         |                                                                                         |                                                                                 |                                                                                 |                                                            |                                                            |
| Ispettrice di centro di mobilitazione regionale (Grado assimilato: Maggiore-OF3)                                 | Ispettrice di centro di mobilitazione regionale (Grado assimilato: Maggiore-OF3)          | Vice-ispettrice di centro di mobilitazione regionale (Gradi assimilati: Capitano-OF2)   | Vice-ispettrice di centro di mobilitazione regionale (Gradi assimilati: Capitano-OF2)   |                                                                                 |                                                                                 |                                                            |                                                            |
| |                                                                                           |                                                                                         |                                                                                         |                                                                                 |                                                                                 |                                                            |                                                            |
| Comitati |                                                                                           |                                                                                         |                                                                                         |                                                                                 |                                                                                 |                                                            |                                                            |
| |                                                                                           |                                                                                         |                                                                                         |                                                                                 |                                                                                 |                                                            |                                                            |
| |                                                                                           |                                                                                         |                                                                                         |                                                                                 |                                                                                 |                                                            |                                                            |
| Ispettrice di comitato (Gradi assimilati: Capitano-OF2)                                                          | Ispettrice di comitato (Gradi assimilati: Capitano-OF2)                                   | Vice-ispettrice di comitato (Grado assimilato: Tenente-OF1)                             | Vice-ispettrice di comitato (Grado assimilato: Tenente-OF1)                             |                                                                                 |                                                                                 |                                                            |                                                            |
| |                                                                                           |                                                                                         |                                                                                         |                                                                                 |                                                                                 |                                                            |                                                            |
| Unità Sanitarie                                                                                                  |                                                                                           |                                                                                         |                                                                                         |                                                                                 |                                                                                 |                                                            |                                                            |
| |                                                                                           |                                                                                         |                                                                                         |                                                                                 |                                                                                 |                                                            |                                                            |
| |                                                                                           |                                                                                         |                                                                                         |                                                                                 |                                                                                 |                                                            |                                                            |
| Infermiera volontaria di Grado Superiore Capo Gruppo (Grado assimilato: Sottotenente-OF1)                        | Infermiera volontaria di Grado Superiore Capo Gruppo (Grado assimilato: Sottotenente-OF1) | Infermiera volontaria di Grado Superiore Capo Sala (Grado assimilato: Sottotenente-OF1) | Infermiera volontaria di Grado Superiore Capo Sala (Grado assimilato: Sottotenente-OF1) | Infermiera volontaria di Grado Superiore (Grado assimilato: Sottotenente-OF1)   | Infermiera volontaria di Grado Superiore (Grado assimilato: Sottotenente-OF1)   | Infermiera volontaria (Grado assimilato: Sottotenente-OF1) | Infermiera volontaria (Grado assimilato: Sottotenente-OF1) |
| La fascetta con la dicitura "infermiera di grado superiore" viene apposta sulla medaglia distintiva delle II.VV. |                                                                                           |                                                                                         |                                                                                         |                                                                                 |                                                                                 |                                                            |                                                            |
| Allieve |                                                                                           |                                                                                         |                                                                                         |                                                                                 |                                                                                 |                                                            |                                                            |
| |                                                                                           |                                                                                         |                                                                                         |                                                                                 |                                                                                 |                                                            |                                                            |
| |                                                                                           |                                                                                         |                                                                                         |                                                                                 |                                                                                 |                                                            |                                                            |
| Allieva infermiera volontaria (Grado equiparato: Allievo delle Accademie Militari-I)                             |                                                                                           |                                                                                         |                                                                                         |                                                                                 |                                                                                 |                                                            |                                                            |
| |                                                                                           |                                                                                         |                                                                                         |                                                                                 |                                                                                 |                                                            |                                                            |

Da notare che le:
- Ispettrici di Centro di mobilitazione regionale
- Ispettrici di Comitato
- Infermiere volontarie di grado superiore capo gruppo

in "carica" portano le stellette bordate di rosso (nello specifico viene detto robbio).

## Ispettrici nazionali
Con il decreto legislativo del 2012 di riforma della CRI, il Presidente dell’Associazione sottopone ai ministri della Difesa e della Salute una terna di nominativi di "sorelle" che abbiano una specifica preparazione tecnica ed una spiccata attitudine al comando. Il nominativo scelto dai due Ministri deve quindi essere indicato al Presidente del Consiglio dei Ministri che con un proprio decreto, nominerà l’Ispettrice Nazionale per un quadriennio.
- Elena d'Aosta (1911 - 1921)
- Irene di Targiani Giunti (1921 - 1937)
- Maria Josè di Piemonte (1939 - 1946)
- Paola Menada (1951 - 1976)
- Bianca Lanzara (1976 - 1981)
- Carla Pulcinelli (1987 - 1995)
- Anna Maria Ghignoni (1995 - 2003)
- Mila Brachetti Peretti (2003 - 29 ottobre 2014)
- Monica Dialuce Gambino (29 ottobre 2014 - 19 novembre 2018)
- Monica Seminara (reggente) (19 novembre 2018-14 febbraio 2019)[10]
- Emilia Bruna Scarcella (14 febbraio 2019-in carica)

## Onorificenze ricevute
La Bandiera del Corpo delle Infermiere Volontarie della Croce Rossa Italiana è decorata delle seguenti onorificenze (aggiornamento al dicembre 2018)

## Filmografia
- La nave bianca
- Il treno crociato